# Panamerikanische Spiele 2023/Golf
Bei den Panamerikanischen Spielen 2023 in der chilenischen Hauptstadt Santiago de Chile fanden vom 2. bis 5. November 2023 insgesamt zwei Wettbewerbe im Golf statt, davon je einer bei den Männern und bei den Frauen. Austragungsort war der Prince of Wales Country Club.

## Bilanz

### Medaillenspiegel
| Platz  | Land               | Gold | Silber | Bronze | Gesamt |
| ------ | ------------------ | ---- | ------ | ------ | ------ |
| 1      | Mexiko             | 1    | —      | —      | 1      |
| 1      | Paraguay           | 1    | —      | —      | 1      |
| 3      | Kolumbien          | —    | 2      | —      | 2      |
| 4      | Kanada             | —    | —      | 1      | 1      |
| 4      | Vereinigte Staaten | —    | —      | 1      | 1      |
| Gesamt | Gesamt             | 2    | 2      | 2      | 6      |

### Medaillengewinner
| Disziplin | Gold          | Silber          | Bronze        |
| --------- | ------------- | --------------- | ------------- |
| Männer    | Abraham Ancer | Sebastián Muñoz | Dylan Menante |
| Frauen    | Sofia García  | Mariajo Uribe   | Alena Sharp   |